# Nóntindar
Nóntindar är en bergstopp i republiken Island. Den ligger i regionen Austurland, 400 km öster om huvudstaden Reykjavík. Toppen på Nóntindar är 885 meter över havet.
Runt Nóntindar är det mycket glesbefolkat, med 3 invånare per kvadratkilometer. Närmaste större samhälle är Egilsstaðir, omkring 19 kilometer nordväst om Nóntindar. Trakten runt Nóntindar består i huvudsak av gräsmarker.